# Giuseppe Mori
Giuseppe Mori (24 de janeiro de 1850 a 30 de setembro de 1934) foi um cardeal italiano da Igreja Católica Romana. Ele serviu como Secretário da Sagrada Congregação do Conselho de 1916 até sua morte, e foi elevado ao cardinalato em 1922.

## Biografia
Nascido em Loro Piceno, Mori estudou no seminário de Fermo e no Pontifício Seminário Romano. Ele foi ordenado ao sacerdócio em 17 de setembro de 1874 e depois fez trabalho pastoral em Roma até 1880. Mori foi elevado ao posto de camareiro honorário de Sua Santidade em 4 de outubro de 1880 e serviu como membro da equipe (1885–1903) e o auditor (1903-1908) da Sagrada Congregação do Conselho na Cúria Romana.
Mais tarde, ele se tornou subsecretário da Sagrada Congregação para a Disciplina dos Sacramentos em 20 de outubro de 1908, Auditor da Rota Romana em 9 de fevereiro de 1909 e Secretário da Sagrada Congregação do Conselho em 8 de dezembro de 1916. Como Secretário do Conselho, Mori serviu como o segundo mais alto funcionário daquele dicastério sucessivamente sob os cardeais Francesco Paola Cassetta, Donato Sbarretti e Giulio Serafini.
O Papa Pio XI criou-o cardeal-diácono de San Nicola em Carcere no consistório de 11 de dezembro de 1922. Mori escolheu ser elevado a cardeal-sacerdote (conservando a mesma igreja titular) depois de dez anos como cardeal-diácono em 13 março de 1933. Ele também serviu como juiz da Assinatura Apostólica e sentou-se no comitê designado para governar a Igreja durante a sede vacante.
Mori morreu de doença cardíaca em sua terra natal, Loro Piceno, aos 84 anos. Ele está enterrado na capela do cemitério de Loro Piceno, e seus restos mortais foram posteriormente transferidos para o túmulo de sua família.